# Macrobrachium acherontium
Macrobrachium acherontium is een garnalensoort uit de familie van de Palaemonidae. De wetenschappelijke naam van de soort is voor het eerst geldig gepubliceerd in 1977 door Holthuis.